# SOUND VOLTEX (serie)
Sound Voltex (abreviado comúnmente como SDVX y estilizado como SOUND VOLTEX) es una serie de videojuegos de género musical creados y lanzados a partir del año 2012 por Bemani. Sus juegos se caracterizan por combinar la tradicional jugabilidad con los botones junto con el uso de controles giratorios y efectos de sonido, los cuales crean sonidos únicos y una experiencia excepcional en contraste con otros juegos. Hidenori Kotera y Yasuhiro Taguchi (conocidos comúnmente como Cody y TAG, respectivamente) son actualmente los directores de sonido de las entregas, BEMANI Sound Team "dj Taka" es el productor de sonido actual junto con BEMANI Sound Team "dj Yoshitaka" como productor principal.
Lo que hace a SOUND VOLTEX diferente de las demás series de la misma compañía, es que la mayoría de sus canciones por lo general no son creadas por BEMANI Sound Team (como TAG) o por comisionados (como IOSYS). En su lugar, artistas dōjin renombrados, canciones licenciadas por EXIT TUNES, arreglos por parte de Touhou Project e incluso remezclas de canciones originales de Konami.
Mientras que al principio la lista de canciones consistían mayoritariamente de canciones originales o licencias que incluían material de Vocaloid o los arreglos Touhou Project, más tarde en el lanzamiento del primer juego, la variedad de artistas se amplió enormemente gracias a lo que se supone que es el pilar más importante de la serie: la sección FLOOR.

## Modos de juego
Los modos de juego son los siguientes (según Exceed Gear):
LIGHT START
Modo de juego inicial. Hasta 3 canciones. Las dificultades fueron limitadas para aquellos jugadores que no completaron los cursos SKILL ANALIZER. Sin carga de BLASTER ENERGY y de EX-TRACK.
STANDARD START
3 canciones (+ EX-TRACK). Sin restricción de nivel, permite carga de BLASTER ENERGY y de EX-TRACK y activar ARS (VALKYRIE MODEL también puede activar Super CRITICAL).
SKILL ANALIZER
Permite jugar cursos de 3 canciones y así aumentar o eliminar el límite de dificultad de LIGHT START dependiendo de la dificultad del curso. Sin carga de BLASTER ENERGY y de EX-TRACK.
BLASTER START
Similar a STANDARD START, pero se enfoca en desbloqueos Blaster. Se puede elegir entre BLASTER GATE, ΩDimension o HEXA DIVER (esta última solo una vez por partida). 3 canciones (+ EX-TRACK). No necesita carga de BLASTER ENERGY.
MEGAMIX BATTLE
Permite mezclar canciones una vez por partida, usando la función MEGAMIX BATTLE, variante de AUTOMATION PARADISE, enfrentándose dos máquinas al mismo tiempo si usa dicha función. Los usuarios eligen 5 canciones (10 en total) antes de empezar la partida, el jugador uno empieza con su primera canción y el oponente elige una de las 5 canciones en su turno durante el descanso y activar EXCEED GEAR, si las barras de SP lo permita. Si a ambos jugadores se le acaba las canciones, el último turno se jugará una canción extra con EXCEED GEAR forzado por el sistema, y se considerará empate si ya se terminaron sus 12 turnos (6 por jugador).
ARENA START
Similar al modo ARENA de beatmania IIDX, ya que los 4 jugadores se enfrentan al mismo tiempo. En duelos locales, si hay dos jugadores, los dos eligen dos canciones y tras completar las primeras dos canciones se seleccionará al azar la segunda canción para finalizar el modo de juego y si hay 3 o 4 jugadores, todos eligen su canción. En duelos globales, sin importar su modo, los jugadores que no se encuentran son reemplazados por CPU y son 4 canciones en total. Sin carga de BLASTER ENERGY y de EX-TRACK. 
SINGLE BATTLE
Equivale al modo ARENA, pero para dos jugadores, con la última canción seleccionada al azar. Apareció en versiones tardías de EXCEED GEAR. Duelos locales no permiten ese modo.
PREMIUM TIME
Parecido al modo FREE del beatmania original, pero usa el temporizador en vez de tracks. Dura 10 minutos y no se puede unir jugadores mediante ese modo, pero, como contrapartida, el jugador puede salir o reiniciar canción, contando como SELF CRASH cuando abandona la canción voluntariamente. Sin carga de EX-TRACK.
En Vivid Wave:
PARADISE START
Permite mezclar canciones una vez por partida, usando la función AUTOMATION PARADISE, pero no se puede unir jugadores si usa dicha función. 2 canciones  (+ EX-TRACK). Fue descatalogado ese modo durante la instalación de Exceed Gear.
Algunos modos solo requieren PASELI en arcades japonesas mientras que otros pueden usar fichas o PASELI. Al elegir uno de esos modos, se accede al menú principal, en el cual, solo se puede cambiar de personaje o de carta de apelación (Appeal cards) tras la elección de estos modos antes de empezar la partida, y en máquinas con generador (solo en cabinas estándar), los jugadores pueden usar el modo GENERATOR para imprimir cartas Genesis. Los jugadores tienen 90 segundos para hacerlo antes de empezar. El modo VALKYRIE GENERATOR es exclusivo de VALKYRIE MODEL y permite obtener objetos de personalización entre otros objetos.
La disponibilidad por modo de juego es la siguiente:
| Modo                                 | Duración                                                      | Restricción de nivel | ARS | Carga de BE           | Rescate tras un TRACK CRASH                                               | EXTRACK | Acceso a modos o funciones                                                             | Comentarios |
| ------------------------------------ | ------------------------------------------------------------- | -------------------- | --- | --------------------- | ------------------------------------------------------------------------- | ------- | -------------------------------------------------------------------------------------- | --- |
| LIGHT START                          | Hasta 3 canciones                                             | Sí                   | No  | No                    | Solo una vez por partida en canciones de nivel ≤7 y usando EFFECTIVE RATE | No      | No                                                                                     | Jugabilidad original. |
| STANDARD START                       | 3 canciones +1                                                | No                   | Sí  | Sí                    | Sí                                                                        | Sí      | BLASTER GATE, ΩDimension o HEXA DIVER req. 100% BE                                     | Similar a PREMIUM MODE en DDR, exc. que req. 5 barras EX-TRACK para activarlo.                                                                     |
| SKILL ANALIZER                       | Hasta 3 canciones                                             | N/A                  | No  | No                    | No                                                                        | No      | Acceso forzado a SKILL ANALIZER                                                        | Aumenta o elimina el límite impuesto en LIGHT START.                                                                                               |
| BLASTER START                        | 3 canciones +1                                                | No                   | Sí  | No                    | Sí                                                                        | Sí      | BLASTER GATE, ΩDimension o HEXA DIVER sin BE                                           | Sin límite de intentos en BLASTER GATE o en ΩDimension (desde Exceed Gear). HEXA DIVER solo una vez.                                               |
| PARADISE START                       | 2 canciones +1                                                | No                   | Sí  | Sí                    | Sí                                                                        | Sí      | BLASTER GATE, ΩDimension o HEXA DIVER req. EX-TRACK. AUTOMATION PARADISE solo una vez. | Permite mezclar 3 o 4 canciones en una misma partida.                                                                                              |
| MEGAMIX START                        | 12 turnos, 5 canciones por jugador de forma alternada         | No                   | Sí  | No                    | N/A                                                                       | No      | Acceso forzado a MEGAMIX BATTLE                                                        | Solo 2 jugadores en una misma partida. |
| ARENA START                          | 3 o 4 canciones, dependiendo del modo y número de jugadores   | No                   | Sí  | No                    | N/A                                                                       | No      | Acceso forzado a ARENA BATTLE                                                          | Req. 2 o más jugadores para acceder. |
| SINGLE BATTLE                        | 3 canciones                                                   | No                   | Sí  | No                    | N/A                                                                       | No      | Acceso forzado a ARENA BATTLE                                                          | Req. 2 jugadores para acceder. |
| PREMIUM TIME                         | 10 minutos                                                    | No                   | Sí  | Sí                    | Sí                                                                        | No      | BLASTER GATE, ΩDimension o HEXA DIVER req. 100% BE                                     | Permite el reintento rápido, reintento desde la evaluación y abandonar la canción (contando como TRACK CRASH). No permite duelo local en ese modo. |
| ENDLESS (solo Sound Voltex III (PC)) | Dos boletos Voltex Konaste por canción y uno cada 3 canciones | No                   | Sí  | Sí                    | Sí                                                                        | N/A     | BLASTER GATE, ΩDimension o HEXA DIVER req. 100% BE                                     | Reemplaza a PREMIUM TIME. |
| INFINITE (solo versiones de PC)      | Sin límite de tiempo                                          | No                   | Sí  | Req. Exceed Gear (PC) | Sí                                                                        | N/A     | BLASTER GATE, ΩDimension o HEXA DIVER req. Exceed Gear (PC) y 100% BE                  | Cuenta como modo FREE en otros juegos y reemplaza a PREMIUM TIME.                                                                                  |

- BE: BLASTER ENERGY
- N/A: No aplicable

La disponibilidad por país o juego es la siguiente:
| País / Sistema                | LIGHT START (canciones) | STANDARD START | SKILL ANALIZER | BLASTER START | PARADISE START  | MEGAMIX BATTLE / ARENA START / SINGLE BATTLE | PREMIUM TIME | ENDLESS / INFINITE |
| ----------------------------- | ----------------------- | -------------- | -------------- | ------------- | --------------- | -------------------------------------------- | ------------ | ------------------ |
| Japón                         | 3 canciones             | solo PASELI    | Sí             | solo PASELI   | solo Vivid Wave | solo VALKYRIE MODEL                          | solo PASELI  | No                 |
| Asia                          | 3 canciones             | Sí             | Sí             | Sí            | solo Vivid Wave | solo VALKYRIE MODEL                          | Sí           | No                 |
| Corea                         | 3 canciones             | Sí             | Sí             | Sí            | solo Vivid Wave | solo VALKYRIE MODEL                          | Sí           | No                 |
| Sound Voltex III (PC)         | 3 canciones             | Sí             | Sí             | Sí            | No              | No                                           | No           | Sí                 |
| Sound Voltex Exceed Gear (PC) | No                      | No             | Sí             | No            | No              | No                                           | No           | Solo Infinite      |

## Jugabilidad

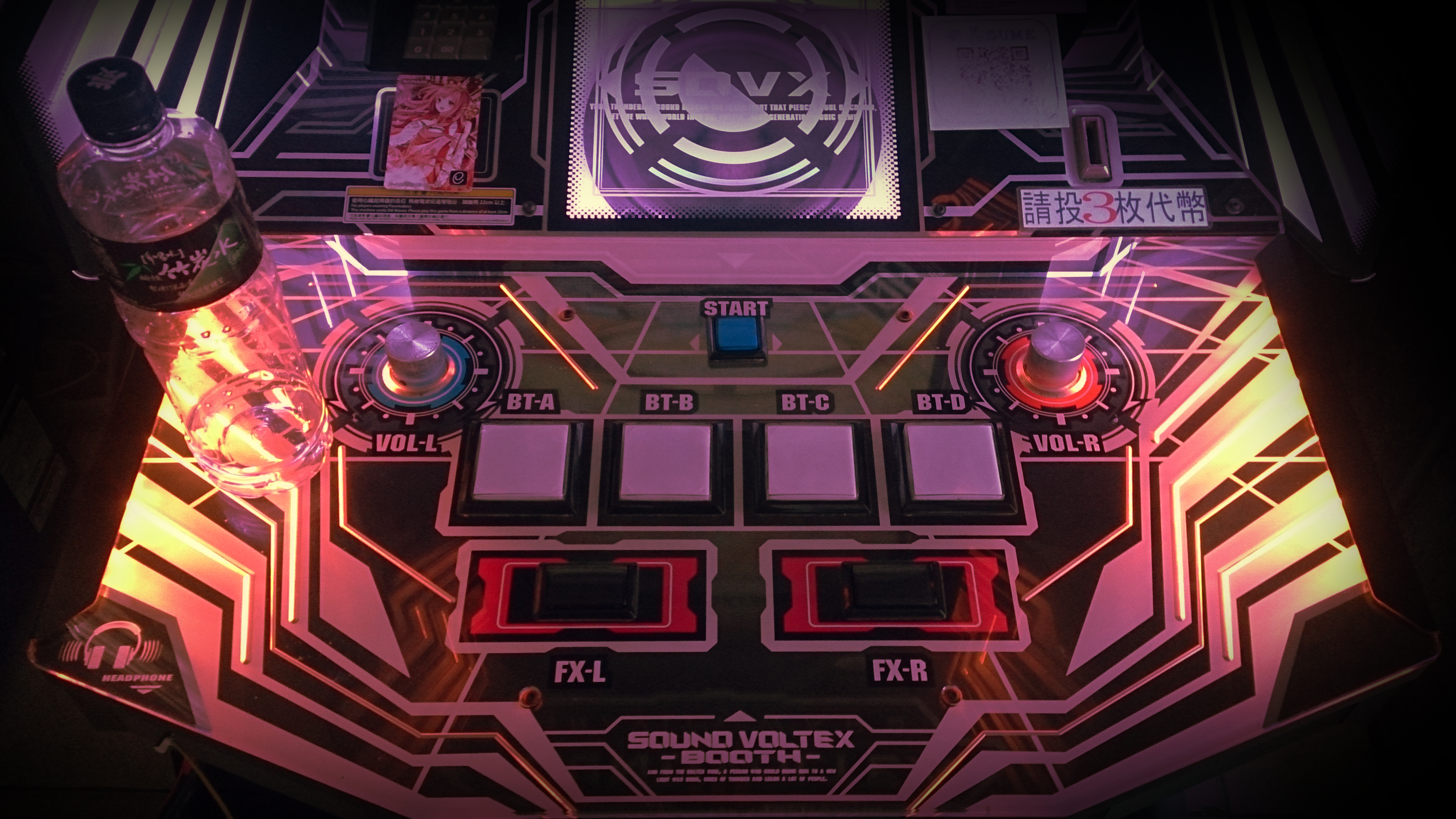
Controlador de Sound Voltex. En él, se aprecian las perillas, el botón Start, y los demás botones blancos y negros. En Valkyrie Model, el teclado numérico es reemplazado por la pantalla táctil.

Los jugadores tienen hasta 90 segundos para seleccionar canción, dificultad y opciones (15 en caso de que se le acabe el tiempo en PREMIUM TIME, y sin límite en versiones de PC). Las opciones pueden ser velocidad (de x0.5 a x8), rotación de las teclas (MIRROR, RANDOM, etc.), colores de láser y de las líneas análogas, ajuste y juicio de sincronía y barra de vida. Versiones de PC y VALKYRIE MODEL de EXCEED GEAR también puede usar Valkyrie Effect (que altera los gráficos de fondo y de las líneas láser anguladas horizontales) y SUPER CRITICAL (no disponible en LIGHT START).
Los jugadores entran a una nave llamada Nemsys en donde aparece la línea de dificultades pero empiezan desde atrás y es posible que se mueva la línea de dificultades, a veces, junto con la nave. Las notas aparecen según el tipo de tecla.
- Blanca: Solo se presiona con hasta cuatro teclas normales. Puede ser una nota normal o una nota larga, esta última el jugador debe mantener presionada la tecla sin soltarla hasta terminarla.
- Naranja larga: Es una nota que causa efectos. Solo se mantiene presionada una o ambas teclas FX.
- Naranja corta: Solo se presiona con las teclas FX.
- Amarilla: Es igual a Naranja corta pero se agrega el keysound.
- Líneas análogas: Son líneas láser que causa efectos. Solo se usa una o ambas perillas láser. Los jugadores deben guiar la flecha a la línea sin que se salga de ella, pudiendo ser anguladas horizontales (causa un disparo) o guiadas de un lado a otro, rectas o curvas (causa otro efecto).

Los jugadores solo verán tres juicios (4 en VALKYRIE MODEL y PC):
- Super CRITICAL (incompatible con arcades estándar): acierto total de la nota corta (un frame) o seguimiento correcto de una línea análoga o nota larga. Aumenta la barra, el puntaje y la cadena. No disponible en LIGHT START.
- CRITICAL: acierto total de la nota corta (dos frames)  o seguimiento correcto de una línea análoga o nota larga (si el juicio Super CRITICAL no existe o está desactivado). Aumenta la barra, el puntaje y la cadena.
- NEAR: acierto parcial de la nota corta. Aumenta el puntaje y sigilosamente la barra y la cadena.
- ERROR: falla total o parcial de la nota o seguimiento errado de una línea análoga o nota larga. Rebajan la barra y rompen la cadena.

Si se activa el juicio Super CRITICAL, se activa el EX-SCORE, en donde un Super CRITICAL equivale a 5 puntos a las teclas normales, y a 2 a las líneas análogas y notas largas, CRITICAL equivale a 4 puntos (solo a las teclas normales), NEAR equivale a 2 puntos (solo a las teclas normales) y un ERROR equivale a 0 puntos (sin importar el tipo de nota).
Fallando la canción en LIGHT START o en SKILL ANALIZER (apareciendo TRACK CRASH en el proceso) causará un cierre prematuro de sesión y solo se debe completar si la barra EFFECTIVE RATE llega al menos el 70% (en otras barras como EXCESIVE RATE no se deben llegar a 0). Si los jugadores eligen modos que no sean LIGHT START ni SKILL ANALIZER, es posible que aparezca la barra ARS en las opciones, en el cual, si las barras caen a 0, cambian inmediatamente a EFFECTIVE RATE.
Sin importar si el jugador falle o complete una canción, se muestra la evaluación en donde se muestra el puntaje y el grado, la cantidad de los juicios, el número de cadena máxima y el dinero acumulado. Con cada 100% de BLASTER ENERGY, se puede desafiar una vez BLASTER GATE, ΩDimension o HEXA DIVER por partida. Con cada TRACK COMPLETE se recarga la barra EX-TRACK y si esa barra está llena, se usará para jugar una canción extra (EXTRACK), similar al EXTRA STAGE de otros juegos. Al cerrar sesión, aparece la evaluación final en donde solo se muestra el puntaje y el dinero acumulado. Es posible continuar con la sesión abierta sin necesidad de insertar la tarjeta ni la clave (exc. si se ha programado el cierre de tienda). El jugador tiene 10 segundos para decidir si quiere continuar o cerrarlo definitivamente.

### Groove Radar
A diferencia del Groove Radar que se vio por primera vez en DDR y posteriormente en IIDX, el nuevo Groove Radar de Sound Voltex, llamado Effect Radar, es una representación gráfica de la dificultad que determina, a medida que se pasan las canciones, las fortalezas y debilidades en sus 6 campos:
- NOTES: el promedio de cadenas en una canción.
- PEAK: el número máximo de cadenas por sección.
- TSUMAMI: el promedio de cadenas análogas.
- ONE-HAND: el promedio de secciones de una sola mano (izquierda o derecha).
- HAND-TRIP: el promedio de movidas técnicas, incluyendo manos intercambiadas.
- TRICKY: el promedio de trucos, como cambios de ángulo, rotaciones de dificultad, apagones, detenciones y cambios de velocidad.

## Sistemas de desbloqueo
Sound Voltex contiene varios sistemas de desbloqueo, pero el método más común es Sound Voltex Station. Cada vez que se juega una canción, va obteniendo placas (PCB) como dinero del juego y así comprar canciones o dificultades. Hasta Sound Voltex IV, los dineros eran bloques para comprar canciones o dificultades y paquetes para comprar personajes y cartas de apelación. Desde Sound Voltex IV, todas las canciones se pueden comprar directamente en el selector de canciones. Si la canción o dificultad aparece una bolsa, se puede comprar directamente, pero si aparece un candado, está bloqueada y algunas canciones o dificultades bloqueadas solo se desbloquean vía BLASTER GATE (en el caso de dificultades), vía Ω Dimension o vía HEXA DIVER (ambas en el caso de canciones). Otras canciones se desbloquean mediante eventos. También Sound Voltex contiene tres sistemas crossovers llamados FLOOR INFECTION que permite desbloquear canciones a otros juegos de Konami desde Sound Voltex y POLICY BREAK que hace el efecto contrario, y un tercero llamado X-Record que afecta el desbloqueo solo a las cabinas Lightning Model de beatmania IIDX y Valkyrie Model.

## Desarrollo
SOUND VOLTEX, desde su inicio, usa Bemani PC Type 4. Además, usa el sistema de participación e-amusement, en donde se requiere constante conexión para funcionar y como método anticopias para que no pirateen el juego. Nuevas versiones de los juegos Bemani en curso también implementaron ese sistema. Bemani PC Type 8, que debutó en SOUND VOLTEX II -infinite infection-, apareció con un segundo modelo, similar al primero, e incluye un generador (que debutó en SOUND VOLTEX III) para imprimir cartas Genesis. Desgraciadamente, ese generador no era compatible con las versiones VALKYIRE MODEL de Exceed Gear o superior, y se encuentra desactivado en las versiones japonesas de dichas entregas debido a incompatibilidad con Card Connect. Sin embargo, debido a que en Asia y Corea no cuentan con Card Connect, todas las arcades estándar con generador tiene sus funciones devueltas. El modelo X10SLQ debutó en SOUND VOLTEX Vivid Wave, contando con una cámara para grabar la partida, pero solo se usó para probar los controles. Cabinas VALKYIRE MODEL vienen con ARESPEAR C300 y debutó con SOUND VOLTEX Exceed Gear, en donde se implementaron nuevas funciones, además de contar con 2 cámaras, una para ver a los jugadores y otra para la jugabilidad, pero ambas solo se usaron para probar controles.

## Sound Voltex FLOOR
SOUND VOLTEX FLOOR hace referencia a un grupo de competiciones publicados en la página web oficial del juego en donde artistas oriundos de Japón y Corea pueden participar, con la posibilidad de que sus canciones o remezclas puedan aparecer en futuras entregas. Cada concurso de música tiene sus reglas y temas, como por ejemplo hacer una selección de mezclas a partir de las canciones de un compositor o cantante, o utilizar voces sintetizadas. También hay concursos relacionados con diseñar ilustraciones (conocidos como jackets o covers) para canciones nuevas o reemplazar aquellas preexistentes en el juego.
Fueron gracias a estos concursos (y la presencia de canciones BMS y los arreglos de Touhou Project) que el juego rápidamente ganó éxito, lo que provocó que el equipo de producción se concentrara en estos eventos en el futuro.

## Lanzamientos
Aunque la mayoría de sus videojuegos están dirigidos exclusivamente para arcade, en 2017 se lanzó una entrega derivada de Sound Voltex para Windows. El videojuego está basado en SOUND VOLTEX III GRAVITY WARS, con unas cuantas modificaciones, así como también utiliza el servicio Konami Game Station (o Konaste). El 2021, Sound Voltex (PC) se actualizó a Exceed Gear.

### Arcade
- SOUND VOLTEX BOOTH (18 de enero de 2012)[4]
- SOUND VOLTEX II -infinite infection- (5 de junio de 2013)[5]
- SOUND VOLTEX III GRAVITY WARS (20 de noviembre de 2014)[6]
- SOUND VOLTEX IV HEAVENLY HAVEN (21 de diciembre de 2016)[7]
- SOUND VOLTEX VIVID WAVE (28 de febrero de 2019)[8]
- SOUND VOLTEX Exceed Gear (17 de febrero de 2021)

### PC
- SOUND VOLTEX III GRAVITY WARS Konami Game Station (4 de octubre de 2017)[9]
- SOUND VOLTEX Exceed Gear (Konaste) (1 de diciembre de 2021)